# LOVER
「LOVER」（ラヴァー）は、AAAの49枚目のシングル。2015年7月29日にavex traxから発売された。

## 概要
- 前作「Flavor of kiss」から約1か月ぶりの発売となる。
- 歌いだしは伊藤千晃だが、歌詞の上では西島隆弘である。
- PVのロケ地はハワイ [1]。
- CD盤、ミュージックカード盤の2形態で発売。
- CD盤には世界初となる「AR技術による3Dキャプチャードール」が封入される。
- mu-mo盤ではLIVE応募チケット付き。7ヶ月連続シングルリリース企画で全シングル買うと9/13・14に行われる『AAA10周年スペシャルLIVEイベント』へ参加出来るLIVE応募チケット付き。
- 2015年9月のデビュー10周年に向かって、10周年イヤーを飾る7ヶ月連続シングルリリース企画の第7弾[2]。第2弾シングル『Lil' Infinity』以来2度目のミュージックビデオも制作されているがCDのみと発売となっているため、本シングルには収録はされていない。2015年9月16日発売の4thベストアルバム「AAA 10th ANNIVERSARY BEST」のDVDに収録されている。
- 7ヶ月連続シングルリリース企画の対象となっている、第1弾の43rdシングル「I'll be there」から第7弾の49thシングル「LOVER」のジャケットを全て並べるとATTACK ALL AROUND（アタック・オール・アラウンド）の文字が出てくる仕掛けとなっている。CDの帯も同様な仕掛けがある。

## 収録曲

### CD
1. LOVER [4:52]
(作詞：Miss-art・Mitsuhiro Hidaka / Rap詞：Mitsuhiro Hidaka / 作曲：Miss-art・APAZZI / 編曲：ats-）
イトーヨーカドー『飲料サマーキャンペーン』CMソング
テレビ朝日系 プロマーシャルソング
2. LOVER（Instrumental）[4:50]

### ミュージックカード
1. LOVER